# Rheumaptera marmoraria
Rheumaptera marmoraria är en fjärilsart som beskrevs av John Henry Leech 1897. Rheumaptera marmoraria ingår i släktet Rheumaptera och familjen mätare. Inga underarter finns listade.